# Ilhas Coco

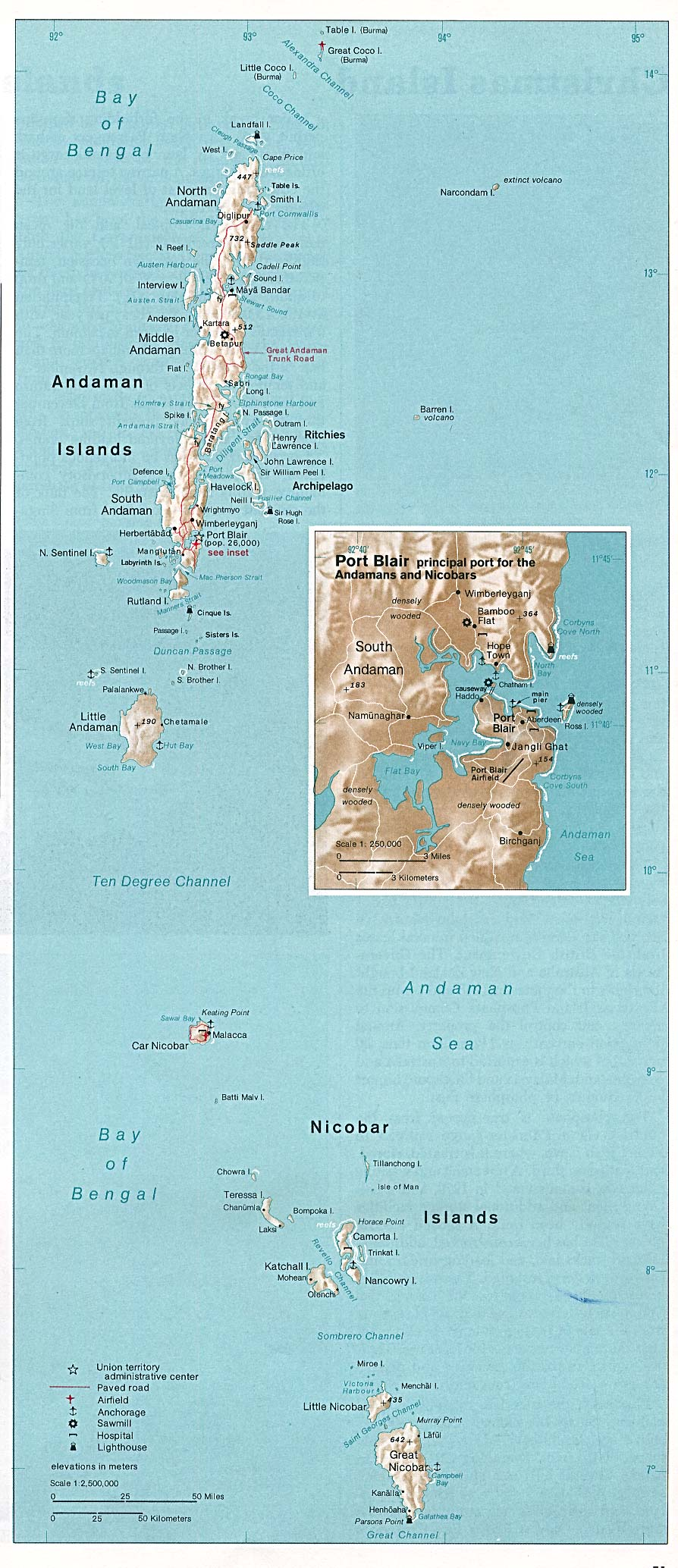
Neste mapa das ilhas Andamão estão representadas as ilhas Coco, no extremo norte.

As Ilhas Coco são um pequeno arquipélago no nordeste da Golfo de Bengala. Elas fazem parte da região de Rangum de Myanmar. As ilhas estão localizadas a 414 km (257 milhas) ao sul da cidade de Rangum. O arquipélago consiste em 5 ilhas: 4 no Grande Recife e 1 no Pequeno Recife. Ao norte fica a Ilha Preparis também pertencente a Myanmar, e ao sul fica a Ilha Landfall pertencente à Índia.